# 遍昭

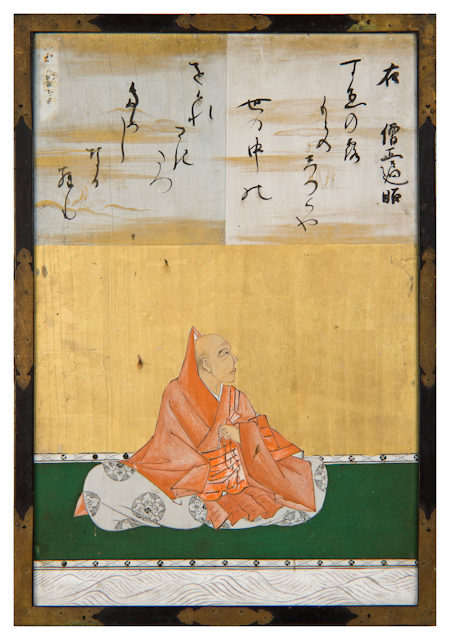
僧正遍昭（狩野探幽『三十六歌仙額』）

遍昭（へんじょう、弘仁7年（816年） - 寛平2年1月19日（890年2月12日））は、平安時代前期の僧・歌人。俗名は良岑 宗貞（よしみね の むねさだ）。大納言・良岑安世の八男。官位は従五位上・左近衛少将。良少将または花山僧正とも号す。六歌仙および三十六歌仙の一人。

## 経歴
仁明天皇の蔵人から、承和12年（845年）従五位下・左兵衛佐、承和13年（846年）左近衛少将兼備前介を経て、嘉祥2年（849年）に蔵人頭に任ぜられる。嘉祥3年（850年）正月に従五位上に昇叙されるが、同年3月に寵遇を受けた仁明天皇の崩御により出家する。最終官位は左近衛少将従五位上。
円仁・円珍に師事。花山の元慶寺を建立し、貞観11年（869年）紫野の雲林院の別当を兼ねた。仁和元年（885年）に僧正となり、花山僧正と呼ばれるようになる。同年12月18日に内裏の仁寿殿において、光孝天皇主催による遍昭の70歳の賀が行われていることから、光孝天皇との和歌における師弟関係が推定されている。
寛平2年（890年）1月19日卒去。享年75。京都市山科区北花山中道町に墓がある。

## 歌風
遍昭は『古今和歌集』仮名序において、紀貫之が「近き世にその名きこえたる人」として名を挙げた六歌仙の一人である。貫之による遍昭の評は以下の通りである。
| 僧正遍昭は、歌のさまは得たれどもまことすくなし。 （現代語訳：僧正遍昭は、歌の風体や趣向はよろしいが、真情にとぼしい。） |

遍昭の歌風は出家前と出家後で変化しており、出家後は紀貫之が評したように物事を知的にとらえ客観的に描き出す歌を多く作ったが、出家前には情感あふれる歌も詠んでいる。特に『百人一首』にもとられている「天つ風雲の通ひ路吹きとぢよ をとめの姿しばしとどめむ」には遍昭の真情が現れているといえよう。
『古今和歌集』（16首）以下の勅撰和歌集に35首入集。家集に『遍照集』があるが、三代集から遍昭作の歌をひいて編集したもので、遍昭の独自性はない。
　　　　　　　　　
- すゑの露 もとのしづくや 世の中の おくれ先だつ ためしなるらん
- 天つ風 雲の通ひ路 吹きとぢよ をとめの姿 しばしとどめむ（小倉百人一首 12番）

## 説話

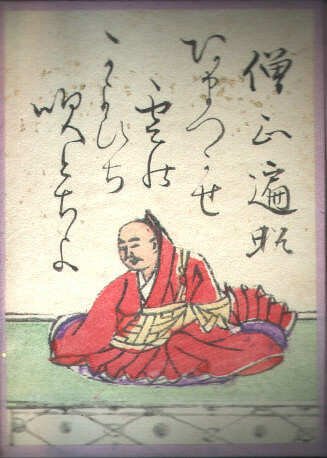
僧正遍昭

桓武天皇の孫という高貴な生まれであるにもかかわらず、出家して天台宗の僧侶となり僧正の職にまで昇ったこと、また、歌僧の先駆の一人であることなど、遍昭は説話の主人公として恰好の性格を備えた人物であった。在俗時代の色好みの逸話や、出家に際しその意志を妻にも告げなかった話は『大和物語』をはじめ、『今昔物語集』『宝物集』『十訓抄』などに見え、霊験あらたかな僧であった話も『今昔物語集』『続本朝往生伝』に記されている。江戸時代に製作された歌舞伎舞踊『積恋雪関扉』では良岑宗貞の名で登場。

## 系譜
- 父：良岑安世
- 母：不詳（一説に光孝天皇の乳母）
- 生母不詳の子女
  - 男子：弘延（権律師）
  - 男子：由性
  - 男子：素性
  - 男子：椋橋玄理[4]（子孫に良岑高成）
  - 男子：田信

## 官歴
注記のないものは『続日本後紀』による。
- 承和11年（844年） 正月：蔵人[5]
- 承和12年（845年） 正月7日：従五位下。正月11日：左兵衛佐
- 承和13年（846年） 正月13日：左近衛少将兼備前介
- 嘉祥2年（849年） 正月：蔵人頭[6]
- 嘉祥3年（850年） 正月7日：従五位上。3月22日：装束司（仁明天皇崩御）。3月：出家
- 元慶3年（879年） 日付不詳：権僧正[5]
- 仁和元年（885年） 10月23日：僧正[5]
- 寛平2年（890年） 正月19日：卒去

## 登場作品
- 『桜小町 宮中の花』篠綾子 集英社〈集英社文庫 歴史時代〉2020年8月。ISBN 978-4-08-744149-9。